# Marginalismo
In economia il marginalismo è una corrente di pensiero economico sviluppatasi tra il 1870 e 1890. La metodologia marginalista è quella che ancora oggi con il Monetarismo esercita maggiore influenza rispetto a quella classica e marxista.

## Descrizione
Con il marginalismo si assiste ad un'evoluzione fondamentale, in particolar modo nell'ambito della teoria del valore: in sostanza nell'impostazione degli economisti classici da Adam Smith a David Ricardo, e che è ripresa da Marx, è la quantità di lavoro che definisce il valore di un prodotto; invece in base all'impostazione marginalista il valore del prodotto riflette il grado di soddisfazione soggettiva che i consumatori attribuiscono ai diversi prodotti. La soddisfazione, o "utilità", tenderà a diminuire con il consumo di ogni unità aggiuntiva dello stesso bene; Carl Menger in tale ambito introdurrà un principio di imputazione indiretto che rappresenta un primo passo per la teoria della remunerazione dei fattori produttivi in base alla loro produttività marginale. In realtà le due teorie non sono completamente in disaccordo. Le teorie classiche riconoscono progressivamente una distinzione tra valore e prezzo, mentre quella marginalista di fatto li accomuna. In questo senso le teorie classiche distinguono nel valore gli elementi naturali incorporati in un prodotto dal mero prezzo di mercato determinato dalla quantità di domanda e offerta.
La teoria del valore sostenuta dai marginalisti è fondata su fattori esclusivamente soggettivi, basati su calcoli di convenienza dei singoli individui: il valore di un prodotto è definito sulla base "dell'importanza che il consumatore attribuisce al prodotto stesso" e cioè, più il prodotto è desiderato, più è capace di soddisfare un bisogno e più vale.
La metodologia marginalista, a differenza di quella classica che ritiene fondamentale lo studio della crescita economica, incentra la sua analisi sull'equilibrio economico e sulla ricerca di metodologie di allocazione delle risorse in modo efficiente.
Grazie alla maggior professionalizzazione rappresentata dalla scuola marginalista, e grazie all'adozione di strumenti matematici come il calcolo infinitesimale, fu possibile definire in modo accurato e formale il concetto di utilità marginale, concetto cardine della teoria marginalista.
Il consumatore soddisfa i suoi bisogni in modo decrescente. I marginalisti propongono un esempio chiarificatore a questo proposito: per un assetato, il primo bicchiere d'acqua è molto desiderabile e quindi reca un beneficio elevato. Anche il secondo bicchiere recherà soddisfazione. Dal terzo bicchiere in poi, ogni dose successiva recherà sempre minor soddisfazione fino ad arrivare al punto di creare fastidio. Quindi le dosi (unità) di un determinato bene, soddisfano in modo decrescente il consumatore. Questa teoria fa riferimento al concetto di utilità marginale.
In relazione al concetto di utilità marginale bisogna sottolineare come i primi marginalisti interpretassero tale misura in termini cardinali; alla luce di questo, era possibile compiere confronti interpersonali; tuttavia, ben presto l'approccio cardinalista lasciò spazio a quello ordinalista. Il passaggio alla seconda impostazione si deve in particolar modo a Vilfredo Pareto, ma già prima di Pareto alcuni economisti marginalisti compresero l'errore della considerazione dell'utilità marginale come misura cardinale, tra costoro Carl Menger, Léon Walras, Alfred Marshall.
La scuola marginalista, inizialmente, fu ostacolata: William Jevons dovette "fronteggiare" la scuola classica, mentre, ad esempio, Menger dovette "fare i conti" con l'impostazione della scuola storica tedesca, la quale criticava radicalmente l'approccio logico-deduttivo, proprio dei marginalisti.
Ben presto ci si rese conto che un approccio eccessivamente relativista non era idoneo a spiegare i fenomeni, basti pensare alla scuola storica tedesca, e il marginalismo fu accettato e si diffuse notevolmente, anche in quanto espressione della professionalizzazione della disciplina economica.
La scuola neoclassica o marginalista si concentra soprattutto nello studio dell'allocazione efficiente delle risorse all'interno di un mercato a concorrenza perfetta e cioè all'interno di un mercato in cui vi è un'ottima diffusione di informazioni (necessarie affinché gli operatori decidano in modo consapevole); i fattori produttivi hanno la caratteristica della mobilità, nel senso che possono essere facilmente spostati; il mercato è caratterizzato dalla presenza di un elevato numero sia di venditori che di compratori in modo tale da evitare situazioni di oligopolio e monopolio. Lo studio appunto, basato sull'adozione di leggi matematiche, si concentra sull'"efficienza", non considerando aspetti di tipo equitativo o etico. Per la scuola marginalista non è importante capire se si arriva ad un punto di equilibrio "equo", ma "Pareto-efficiente", ovvero dove non vi possa essere una differente allocazione delle risorse, che possa migliorare le condizioni del proprio promotore senza peggiorare quelle degli altri operatori del mercato.
Ciò che maggiormente caratterizza la scuola di pensiero marginalista è lo studio dell'economia attraverso un metodo di tipo deduttivo-normativo, attraverso un metodo che prescinde dal considerare aspetti di tipo istituzionale, ma esaminando solo il comportamento razionale del soggetto economico. I marginalisti cercano di capire e di dimostrare quanto il comportamento economico di un soggetto sia prevedibile e regolare, date alcune condizioni. La validità delle teorie è legata alle condizioni, le quali, essendo caratterizzate da una bassa probabilità di realizzazione concreta, rendono la teoria valida a livello astratto e quindi poco applicabile alla realtà. Infatti le teorie sono tanto più vicine alla realtà, cioè sono in grado di spiegare fenomeni concreti, quanto più le condizioni sono verificabili nel concreto.